# Grimpa-soques unicolor
Hylexetastes uniformis és una espècie d'ocell de la família dels furnàrids (Furnariidae) que habita la selva humida del Brasil amazònic central i zona limítrofa del nord-est de Bolívia.
De vegades considerada una subespècie de Hylexetastes perrotii.